# Petrochelidon
Petrochelidon es un género de aves paseriformes perteneciente a la familia Hirundinidae. Sus miembros se extienden por África, Asia, Australasia y América.

## Especies
Contiene las siguientes especies:
- Petrochelidon ariel - golondrina ariel;
- Petrochelidon fluvicola - golondrina india;
- Petrochelidon fuliginosa - golondrina selvática;
- Petrochelidon fulva - golondrina pueblera;
- Petrochelidon nigricans - golondrina arborícola;
- Petrochelidon perdita - golondrina del mar Rojo;
- Petrochelidon preussi - golondrina de Preuss;
- Petrochelidon pyrrhonota - golondrina risquera;
- Petrochelidon rufigula - golondrina gorgirroja;
- Petrochelidon rufocollaris - golondrina cuellirrufa;
- Petrochelidon spilodera - golondrina sudafricana.